# Маркионство
Маркионство је ранохришћанско учење чији је оснивач Маркион, пореклом из Мале Азије. По њему је хебрејски бог, који је створио свет (види демијург) и који се љути и свети (lex talionum), у ствари нижи бог. Постоји јасна разлика између њега и врховног Бога, Исусовог Бога љубави, милости и праштања. Између ова два бића постоји непомирљива противречност; као и између јудаизма и хришћанства.
Маркион ствара свој сопствени канон Новог завета који чине Јеванђеље по Луки и Павлове Посланице (без Тимотеја и Тита). Од почетка Црква је осудила Маркионове идеје (екскомунициран је 144. г.), јер је она штитила континуитет Старога и Новога Завета. Од Маркионових ученика најистакнутији је био Апелес, који се у Риму прикључио Маркиону, а још за његова живота отишао је у Александрију, где је разрадио учење да је демијурга створио добри бог. Написао је Силогизме (Syllogismoi) у којима је доказивао да су Мојсијеве књиге пуне неистина, па према томе не могу бити божјег порекла. Грчки филозоф Келсос, пишући у Александрији крајем 2. века о хришћанима свога времена, помиње и Маркионите.
Најпознатији модерни тумач Маркиона био је Адолф фон Харнак (1851-1930), који наглашава суштинску разлику између јединственог Христовог јеванђеља и других религија.